# Mahindra United
Mahindra United – indyjski klub piłkarski z siedzibą w Mumbaju.

## Historia
Mahindra & Mahindra Allied Sports Club został założony w 1962 roku w Mumbaju i reprezentował Mahindra Group. W 1964 roku zespół debiutował w Bombay's Harwood League.
W 1996 zespół startował w pierwszych mistrzostwach Indii, zwanych Philips National League, a potem National Football League (NFL). Zakończył inauguracyjny sezon na dole tabeli (ostatnie 8 miejsce), ale nie spadł, tak jak w tym czasie nie było drugiego poziomu ligowego. W sezonie 1997/98 ponownie był ostatni w tabeli, tym razem 10 lokata. W sezonie 1998/99 w pierwszej rundzie rozgrywek zajął czwarte miejsce w grupie B, ale nie zakwalifikował się do drugiej rundy. Dopiero w sezonie 1999/2000 zespół polepszył swoje wyniki - końcowa 6 pozycja w tabeli z 12 drużyn.
Latem 2000 roku zmienił nazwę na Mahindra United. Również zmienił kolor koszulki z pomarańczowego na czerwony.
W sezonie 2005/06 klub po raz pierwszy w historii sięgnął po koronę mistrza NFL Premier Division. Również zdobył Puchar Federacji w 2003 i 2005 roku. Zwycięstwo w 2005 roku pozwoliło, że Mahindra jako pierwszy klub w historii indyjskiego futbolu zdobył dublet (Puchar  Federacji i mistrzostwo National Football League w tym samym sezonie). Jednak przegrał 1:2 w finale NFL Super Cup z East Bengal Club.
W 2007 po reorganizacji National Football League powstała I-League. Dwa kolejne sezony zakończył na piątym miejscu, a w sezonie 2009/10 był czwartym, ale potem klub został rozwiązany.

## Sukcesy

### Trofea międzynarodowe
- Puchar AFC w piłce nożnej
  - ćwierćfinalista: 2007

### Trofea krajowe
| \| \| Zdobyte trofea w rozgrywkach Indii (stan na: 31-05-2014) \| |                                                          |      |                                          |
| Rozgrywki                                                         | Osiągnięcie                                              | Razy | Sezon(y)                                 |
| Mistrzostwo                                                       | I miejsce                                                | 1    | 2005/06                                  |
| Mistrzostwo                                                       | II miejsce                                               | 0    |                                          |
| Mistrzostwo                                                       | III miejsce                                              | 2    | 2003/04, 2006/07                         |
| Puchar                                                            | zdobywca                                                 | 3    | 1998, 2001/02, 2008                      |
| Puchar                                                            | finalista                                                | 3    | 1990, 2000, 2007                         |
| Superpuchar                                                       | zdobywca                                                 | 7    | 1971, 1982, 1984, 1985, 1987, 1995, 2003 |
| Superpuchar                                                       | finalista                                                | 1    | 2005                                     |
| Puchar Ligi                                                       | zdobywca                                                 | 2    | 2003, 2005                               |
| Puchar Ligi                                                       | finalista                                                | 3    | 1991, 1993, 2007                         |
| II liga                                                           | I miejsce                                                | 1    | 2001                                     |
| II liga                                                           | II miejsce                                               | 0    |                                          |
| II liga                                                           | III miejsce                                              | 0    |                                          |
| Indie                                                             | Zdobyte trofea w rozgrywkach Indii (stan na: 31-05-2014) |      |                                          |

- IFA Shield
  - zdobywca: 2006, 2008
- President of Maldives Invitational Soccer Cup
  - zdobywca: 2003
- Mumbai Elite Division
  - mistrz: 2002, 2003, 2004, 2005
- Nadkarni Cup
  - zdobywca: 2000, 2001, 2002
- Bandodkar Gold Cup
  - zdobywca: 1980
- Rovers Cup
  - zdobywca: 1993
- Chief Ministers Cup
  - zdobywca: 1998
- Mammen Mappillai Cup
  - zdobywca: 1999

## Stadion
Klub rozgrywał swoje mecze domowe na stadionie Cooperage Ground w Mumbaju, który może pomieścić 12,000 widzów. Ale ze względu na zły stan stadionu, od 7 lutego 2006 roku musiał grać prawie wszystkie swoje mecze w NFL poza Mumbajem.